# Triplectides australis
Triplectides australis là một loài Trichoptera trong họ Leptoceridae. Chúng phân bố ở miền Australasia.